# Dōyama-chō
Dōyama (堂山町, Dōyama-chō) és un barri del districte urbà de Kita, a la ciutat d'Osaka, capital de la prefectura homònima, a la regió de Kansai, Japó. Dōyama es troba a prop d'un dels centres neuràlgics d'Osaka, Umeda, i és un lloc de gran vida social, amb clubs, karaokes, salons de massatge i love hotels on molts salary man i office ladys (OL) es diverteixen després de la jornada laboral. Dōyama és també un "barri gai" de la ciutat d'Osaka, amb establiments adreçats a aquest públic.

## Geografia
El barri de Dōyama es troba al bellmig del districte de Kita, a l'anomenada regió nord o Kita (キタ) de la ciutat d'Osaka. Dōyama es troba a 300 metres de l'estació d'Umeda i a 500 de l'estació d'Osaka. Alguns carrers importants del barri són el "Hankyū Higashi Dōri Shotengai" (Carrer comarcial de Hankyū est) o "Park Avenue Dōyama". El barri limita amb altres barris del mateix districte com ara amb Nakazaki-Nishi i Banzai-chō al nord, amb Taiyūji-chō al sud, amb Kakuda-chō i Komatsubara-chō a l'oest i amb Kamiyama-chō a l'est.

## Història
La zona nord de Dōyama ha anat desenvolupant-se com un "poble gai" des de fa vora 30 anys. Abans que la bambolla econòmica japonesa esclatara a principis de la dècada de 1990, al barri hi havien molts restaurants de cuina japonesa de luxe, cabarets, i jazz clubs destinats a un públic amb un alt poder adquisitiu i posició social. En esclatar la bambolla econòmica i moltes empreses amb alts exeutius es traslladaren a Tòquio, la ciutat va començar una lenta decadència i Dōyama en concret, molts establiments d'alt nivell tancaren les seues portes. Després d'això, algunes tavernes, bars i "negocis d'entreteniment adult" van obrir al barri amb un públic potencial d'oficinistes (salary man), secretàries o administratives (office lady, OL) i estudiants. Recentment, la zona també atrau als turistes estrangers per la conveniència de l'allotjament i a la comunitat homosexual de la ciutat que té al barri alguns dels seus establiments predilectes.

## Demografia
| 1920 | 1930 | 1940 | 1950 | 1960 | 1970 | 1980 |
| ---- | ---- | ---- | ---- | ---- | ---- | ---- |
| ND   | ND   | ND   | ND   | ND   | ND   | ND   |
| 1990 | 2000 | 2010 | 2020 | 2030 | 2040 | 2050 |
| ND   | 317  | 331  | 413  | -    | -    | -    |

## Transport

### Ferrocarril
Al barri no hi ha cap estació de ferrocarril, tot i que als barris del voltant s'hi pot accedir-ne a altres.

### Carretera
- Nacional 423